# Viabilidad económica
La viabilidad económica de un proyecto es determinada por la diferencia entre el costo y beneficio del mismo.
El de la viabilidad económica pretende determinar la racionalidad de las transferencias desde este punto de vista. Para ello es necesario definir el coste de la solución óptima, entendiendo por tal la que minimiza el coste de satisfacción de todas las demandas a partir de las fuentes identificadas en los análisis anteriores, comprobar que ese coste es compatible con la racionalidad económica de la solución mediante el correspondiente análisis coste-beneficio y, por último, verificar que las demandas a satisfacer presentan capacidad de pago suficiente para afrontar el coste unitario resultante.
En muchas ocasiones, los recursos de los que se dispone para evaluar la viabilidad económica vienen determinados por los que produce el propio sistema, proyecto o idea que se está evaluando, por lo que en realidad se lleva a cabo un análisis de rendimiento o rentabilidad interna. Para ello se enfrenta lo que se produce con lo que se gasta, en términos económicos. Para que este nuevo proyecto, sistema o idea goce de plena viabilidad, debe cumplir con los requisitos establecidos al momento de hacer el estudio y complementarlo con la necesidad a ser cumplida o llevada a cabo.  Debe cumplir con los objetivos que se establecen, que sea coste eficiente y debe sobrepasar en calidad, cantidad y otros aspectos relacionados con sistemas actuales.
- Datos: Q6160830